# Michael Nehls
Michael Nehls (* 20. Oktober 1962 in Freiburg im Breisgau) ist ein deutscher Arzt, Molekulargenetiker, ehemaliger Hobby-Radmarathonfahrer und Bestsellerautor.

## Leben und Werk
Nehls studierte von 1983 bis 1989 Medizin in Freiburg und Heidelberg, im Jahr 1997 habilitierte er sich im Fach Molekulargenetik. Als Wissenschaftler publizierte er über 50 wissenschaftliche Originalarbeiten, zwei davon zusammen mit den Nobelpreisträgern Paul Greengard und Martin Evans.
Nach einer Karriere in Forschung und Management entschied der frühere Marathonläufer, nach 20 Jahren Pause wieder mit Leistungssport zu beginnen.
Nehls fuhr ab 2003 Rennrad als Ausgleichssport und bestritt einige 24-Stunden-Rennen und Alpenüberquerungen. Er nahm 2008 am Race Across America teil und benötigte für die rund 4800 Kilometer von Oceanside nach Annapolis 10 Tage, 22 Stunden und 56 Minuten und belegte unter 27 Solo-Radfahrern Platz 7. Er hatte dabei eine in der Geschichte des Rennens neue Strategie gewählt und zur Erholung viel länger geschlafen als die anderen Teilnehmer und so insgesamt über 90 Stunden pausiert.
Eine wissenschaftliche Analyse seiner Teilnahme wurde unter dem Titel Physiology, power output and racing strategy of a Race Across America finisher international publiziert. Seine persönlichen Erfahrungen veröffentlichte er in einem Buch mit dem Titel Herausforderung Race Across America. Nach seiner zweiten Teilnahme am Race Across America 2010 erschien in seinem Eigenverlag Mental Enterprises der Film Du musst nicht siegen, um zu gewinnen. als DVD.
Ab 2011 veröffentlichte Nehls mehrere Bücher über die aus seiner evolutionsbiologischen Sicht notwendigen Verhaltensveränderungen für ein gesundes Altern. Nach Methusalem-Strategie erschienen mit Alzheimer-Lüge und Alzheimer ist heilbar zwei Bücher zu seiner eigenen Verhaltenstheorie der Alzheimer-Entstehung und darauf aufbauend einer Präventionsstrategie.
Sein 2023 im Eigenverlag erschienenes Buch Das indoktrinierte Gehirn war auf der Bestseller-Liste Sachbuch Paperback der Zeitschrift Spiegel. Das im Mai 2025 ebenfalls bei Mental Enterprises erschienene Sachbuch Das Lithium-Komplott : Plädoyer für ein essentielles Spurenelement - Der verbotene Schlüssel zur mentalen Gesundheit. war in der zweiten Woche nach Erscheinen in den Spiegel-Bestseller-Liste Sachbuch-Paperbacks vom 17. Mai 2025 auf Platz 3.
Nehls ist verheiratet und hat drei Kinder.

## Auszeichnungen und Ehrungen
Nehls molekularbiologische Entdeckung des molekularen Schalters für die Entwicklung des adaptiven Immunsystems, die er 1994 erstmals publizierte, wurde 2015 von der American Association of Immunologists als „Säule der immunologischen Forschung“ geehrt. Für seine Alzheimer-Forschung erhielt er 2015 den „Hanse-Preis für molekulare Psychiatrie“.

## Kritik
Nehls vertritt die umstrittene Ansicht, dass die Alzheimer-Krankheit vermeidbar sei. Er argumentiert, dass bestimmte schädliche Lebensstilfaktoren einen vermeidbaren neurodegenerativen Prozess auslösen können, der schließlich zu den typischen Symptomen der Alzheimer-Krankheit führt.
Der deutsche Biochemiker Christian Haass kritisierte Nehls’ Äußerungen zur Alzheimer-Krankheit für die Alzheimer-Gesellschaft München 2015 als irreführend und schädlich für die Betroffenen. Das Verhalten und präventive Maßnahmen übten zwar einen Einfluss auf den Krankheitsbeginn und -verlauf aus. Grundsätzlich verhindern ließe sich die Krankheit Alzheimer dadurch aber nicht. „Alzheimer alleine durch richtigen Lebenswandel zu verhindern“, sei „ein zu schöner Wunschtraum“ und werde „den 1,2 Millionen Betroffenen in Deutschland nicht gerecht.“ Derartige Behauptungen eigneten sich „gut für pseudowissenschaftliche Abhandlungen, die aber bei genauerem Hinschauen nur der Eitelkeit des Autors dienen.“
Die Biologin und Bioethikerin Silke Schicktanz bezeichnete Nehls 2021 als „populärwissenschaftlichen Autor“ („popular science author“), der zwar inhaltlich vom wissenschaftlichen Mainstream mehr oder weniger ignoriert werde, mit seinem Fokus auf die Vorhersage und Verhinderung von Demenzerkrankungen (im Gegensatz zur Heilung) jedoch illustrativ für den zeitgenössischen Diskurs in Deutschland zum Thema sei.

## Bücher
- Studien zur Phylogenese cardialer Hormone bei Vertebraten und Evertebraten. Uni Heidelberg, Dissertation 1989.
- Molekulargenetische Mechanismen der Thymusentwicklung. med. Hochschule Hannover, Habilitationsschrift 1996.
- Herausforderung Race Across America: 4800 km Zeitfahren von Küste zu Küste. Delius Klasing, 2008, ISBN 978-3-7688-5283-8.
- Die Methusalem-Strategie. Vermeiden, was uns daran hindert, gesund älter und weiser zu werden. Mental Enterprises (Eigenverlag), 2011, ISBN 978-3-9814048-3-8.
- Herausforderung Race Across America: 4800 km Zeitfahren von Küste zu Küste. Überarbeitet und aktualisiert und mit neuem Bildmaterial, Mental Enterprises (Eigenverlag), 2012, ISBN 978-3-9814048-5-2.
- Die Alzheimer-Lüge: Die Wahrheit über eine vermeidbare Krankheit. Heyne, 2014, ISBN 978-3-453-20069-2.
- Alzheimer ist heilbar. Rechtzeitig zurück in ein gesundes Leben. Heyne, 2015, ISBN 978-3-453-20100-2.
- Demenz vorbeugen. Mediterran essen. Fona, 2017, ISBN 978-3-03780-619-7.
- Kopfküche. Das Anti-Alzheimer-Kochbuch. Systemed, 2017, ISBN 978-3-95814-084-4.
- Die Formel gegen Alzheimer. Die Gebrauchsanweisung für ein gesundes Leben – Ganz einfach vorbeugen und rechtzeitig heilen. Heyne, 2018, ISBN 978-3-453-20275-7.
- Algenöl. Die Ernährungsrevolution aus dem Meer. Heyne, 2018, ISBN 978-3-453-60493-3.
- Das Corona Syndrom. Wie das Virus unsere Schwächen offenlegt – und wie wir uns nachhaltig schützen können. Heyne, 2021, ISBN 3-453-60611-6.
- Das erschöpfte Gehirn. Der Ursprung unserer mentalen Energie – und warum sie schwindet Willenskraft, Kreativität und Fokus zurückgewinnen. Heyne, 2022, ISBN 978-3-453-21813-0.
- Herdengesundheit: Der Weg aus der Corona-Krise und die natürliche Alternative zum globalen Impfprogramm. Mental Enterprises (Eigenverlag), 2022, ISBN 978-3-9814048-7-6.
- Das indoktrinierte Gehirn: Wie wir den globalen Angriff auf unsere mentale Freiheit erfolgreich abwehren. Mental Enterprises (Eigenverlag), 2023, ISBN 978-3-9814048-8-3.

- Das Lithium-Komplott : Plädoyer für ein essentielles Spurenelement - Der verbotene Schlüssel zur mentalen Gesundheit. Mental Enterprises (Eigenverlag), 2025, ISBN 978-3-9814048-9-0.

## Filme
- Du musst nicht siegen, um zu gewinnen., Mental Enterprises (Eigenverlag), 2010, ISBN 978-3-9814048-0-7.
- Gipfel der Freiheit – Herausforderung Kilimanjaro.,  Mental Enterprises (Eigenverlag), 2011, ISBN 3-9814048-4-X.